# فرح عمر
فرح عمر (16 حزيران 1998-21 نوفمبر 2023) هي صحفية لبنانية، مواليد قرية مشغرة في البقاع، تعيش في العاصمة بيروت. حاصلة على ماجستير الصحافة والإعلام. عملت في العديد من المحطات اللبنانية ما بين الإذاعة والتلفزيون من بينها إذاعة لبنان وشبكة NNA اللبنانية.
بدأت فرح حياتها المهنية عام 2021 بالعمل في قناة الميادين الإخبارية كمحررة ومراسلة إخبارية. عملت على تغطية الإنتخابات اللبنانية البرلمانية عام 2022 وغطت الإنتخابات الرئاسية والبرلمانية التركية في شهر أيار 2023. وقامت بإعداد برنامج ع فكرة الذي يعرض على قناة الميادين.
أُغتيلت في 21 نوفمبر 2023 بقصف إسرائيلي في منطقة طيرحرفا قضاء صور جنوب لبنان أثناء تغطيتها الحرب الفلسطينية الإسرائيلية على قطاع غزة والإشتباكات في الجنوب اللبناني. وريَ جثمانها في روضة شهداء المقاومة الإسلامية إلى جانب الشهداء على طريق القدس.
نعاها رئيس مجلس إدارة الميادين غسان بن جدو في بيان قال فيه: «كان استهدافاً مباشراً أعتقد أن الإعلام العربي الآن الفلسطيني واللبناني والعربي بشكل عام يُستهدف من جديد من قبل الاحتلال الغادر».